# Ķemeri Nemzeti Park
A Ķemeri Nemzeti Park (lettül: Ķemeru nacionālais parks) a lettországi Jūrmala városától nyugatra fekvő nemzeti park. Az 1997-ben alapított Ķemeri területileg az országban a harmadik legnagyobb nemzeti park, területe 381,65 km². A park területét többnyire erdők, mocsarak és lápok foglalják el, amelyek közül a legjelentősebb a Nagy-Ķemeri-mocsár (Lielais Ķemeru tīrelis). Számos tó található itt, amelyek a Littorina-tenger egykori lagúnái voltak, ezek közül a Kaņieris-tó rámszari terület minősítéssel rendelkezik. A park védi a híres természetes ásványvízforrásokat és iszapokat is, amelyeket terápiás jellegük miatt évszázadok óta gyógyászati célokra használnak. A források miatt számos üdülőhely, gyógyfürdő és szanatórium telepedett a környékre a19. században.

## Története
A környéken feltörő magas kén-hidrogén és gipsz tartalmú ásványvíz gyógyító hatásait a 18. század közepe óta használják a gyógyításban. 1838 és 1995 között éghajlati és balneológiai üdülőhely és szanatórium működött Ķemeriben.
A vidéken még mindig láthatók a második világháború idején épült német védvonalak maradványai. 1944-ben a mocsárban védte az utolsó összekötő utat az Északi Hadseregcsoport és a Központi Hadseregcsoport között. A Doppelkopf hadművelet részeként a mindössze néhány kilométer széles Ķemeri-völgyet megszállták és addig tartották az állásaikat, amíg a leválasztott Északi hadseregcsoport vissza nem vonult. A mocsarak jelentették az utolsó nagy akadályt a páncélozott járművek előtt a Rigai-öböl eléréséhez. A világháborúból származó számos harckocsi süllyedt el lápban, amely akár két emeletnyi mélységű is lehetett. 
1957-ben volt egy rövid életű természetvédelmi területet hoztak létre Ķemeri közelében. Ezután a különleges zónaként védték a helyszínt a mai nemzeti park 1997-es létrehozásáig. Az intézmény 2004-ben Natura 2000 státuszt kapott, 2005-ben és 2006-ban az Európai Unió segítségével projekteket indítottak a folyószabályozás és a lecsapolások hatásának visszafordítására.

## Földrajza
Az erdők a nemzeti park teljes területének 57%-át teszik ki. Az erdők töredezett, mozaikos eloszlása nem jellemző, a nemzeti park egész területén viszonylag egyenletesen oszlanak el. A lápok az élőhelyek 24%-át alkotják, ezen belül három vizes élőhelytípus is megtalálható itt: a síklápok, az átmeneti és a magaslápok, ezek közül a legjelentősebb a Nagy-Ķemeri-mocsár. Számos ritka és védett növényfaj él a itt, különösen a mohák és az orchideák jelentősek. A száraz és nedves rétek aránya 6%. A Ķemeri Nemzeti Parkot Lettország és Európa más védett természetvédelmi területeitől a kéntartalmú ásványvizek különböztetik meg, amelyek a lápok alatt képződnek, és több mint 30 forrásban törnek a felszínre. A tavak, folyók, kénes források és tenger a felszín 10%-át foglalja el. Az itt folyó patakok közül sok medrét megváltoztatták a történelem során, hogy a mocsaras földeket a mezőgazdasági használat számára kiszárítsák, azonban a vizek még mindig sokféle ritka faj fennmaradását biztosítják, például őshonos csigákét és kagylókét. A madarak közül a fekete gólya, daru, réti cankó és az aranylile állományai jelentősek.

## Fordítás
- Ez a szócikk részben vagy egészben  a(z)   Ķemeri National Park című angol Wikipédia-szócikk ezen változatának fordításán alapul.  Az eredeti cikk szerkesztőit annak laptörténete sorolja fel. Ez a jelzés csupán a megfogalmazás eredetét és a szerzői jogokat jelzi, nem szolgál a cikkben szereplő információk forrásmegjelöléseként.